# Stillgewässer in Sizilien

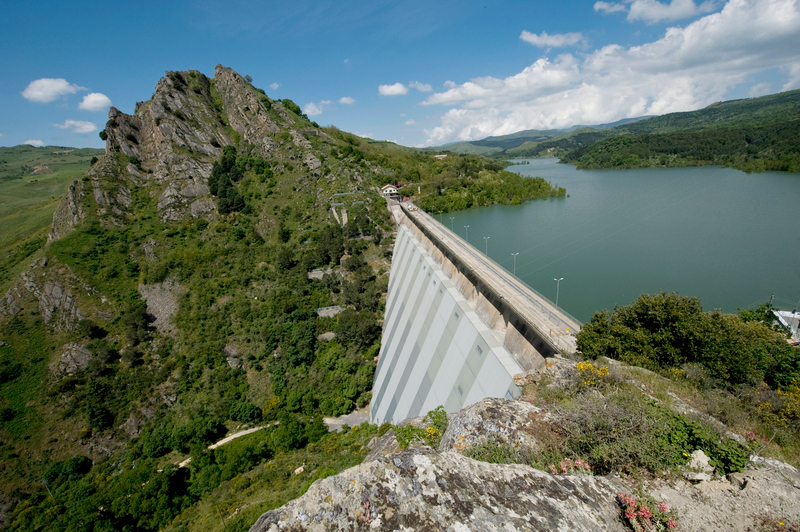
Diga und Lago Ancipa

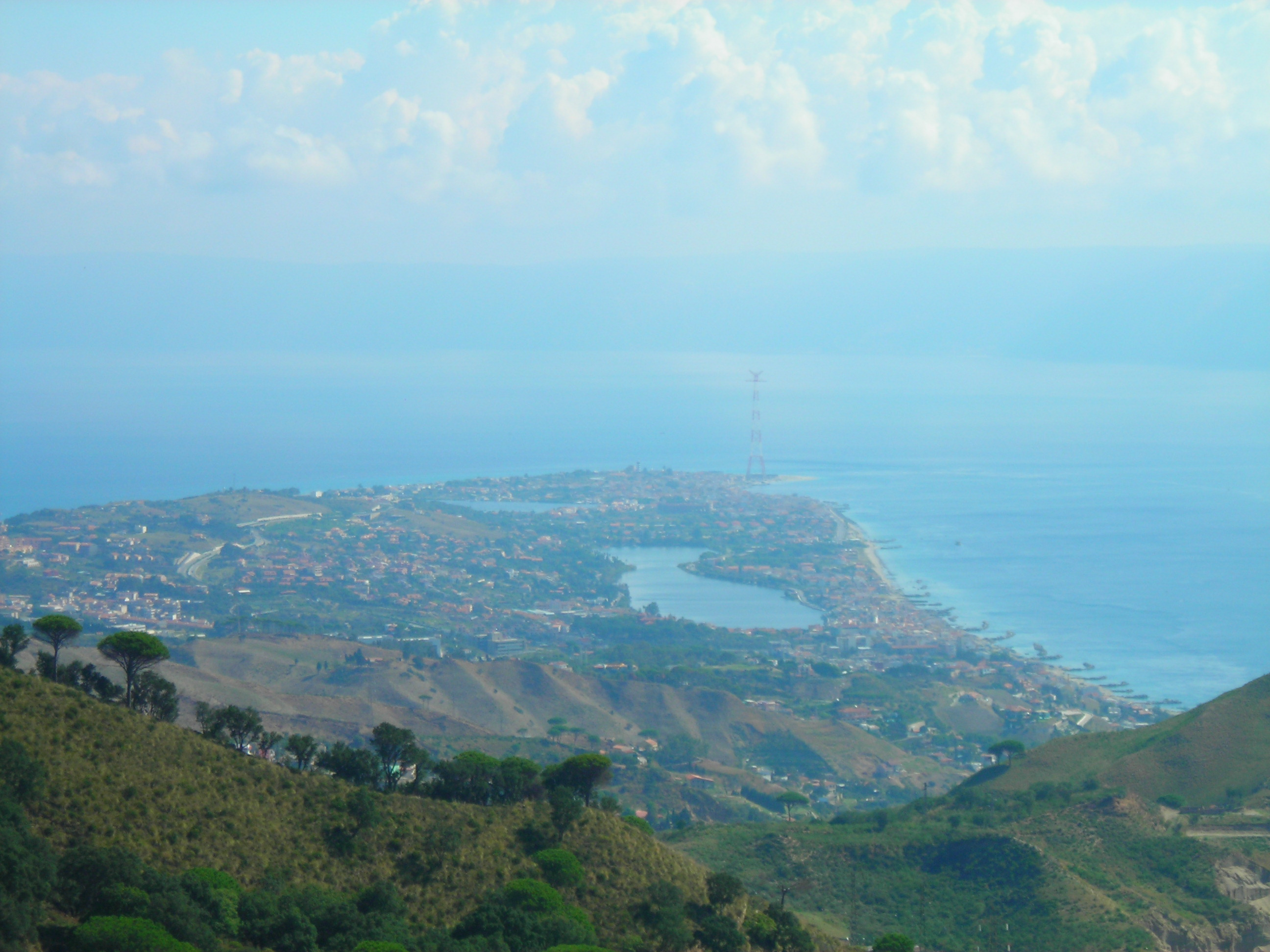
Lagunen am Capo Peloro

Diese Seite listet Seen und andere größere Stillgewässer in der italienischen Region Sizilien auf.

## Überblick
Im Inneren der Inseln Sizilien gibt es kaum natürliche Seen. Der einzige größere unter ihnen ist der Lago di Pergusa bei Enna. Auch auf den zu der Region Sizilien gehörenden Inseln gibt es bis auf den Lago Specchio di Venere auf Pantelleria keine größeren natürlichen Stillgewässer.
Die meisten Seen im gebirgigen Landesinneren Siziliens sind Stauseen (italienisch invaso oder serbatoio), bei denen ein natürliches Tal durch eine Talsperre (italienisch diga) abgesperrt wird. Dadurch werden einige der Flüsse Siziliens aufgestaut. Ähnlich wie der Begriff Talsperre im Deutschen wird auch der Begriff Diga im Italienischen oft zur Bezeichnung des ganzen Sees verwendet.
Zu den weiteren Stillgewässern in Sizilien zählen Küstenseen und Lagunen. Die größte Lagune ist der Stagnone (deutsch großer Teich) bei Marsala. Die meisten der kleineren Lagunen (italienisch pantano) liegen an der Südostecke Siziliens in dem Küstenabschnitt zwischen Noto und Ispica. Vorwiegend an der Ost- und Westküste Siziliens liegen die Salinen, künstlich angelegte unterteilte Becken, die zur Meersalzgewinnung dienen oder dienten.

## Binnenseen
Die Seen Siziliens sind alphabetisch aufgelistet ohne Berücksichtigung von Bezeichnung (Lago, Diga etc.) und Artikeln (di, del etc.).
| Name                                  | Lage                                                    | Höhe s.l.m. | Fläche  | Tiefe max. | Zufluss       | Abfluss         | Anmerkungen | Bild           |
| ------------------------------------- | ------------------------------------------------------- | ----------- | ------- | ---------- | ------------- | --------------- | --- | -------------- |
| Lago di Ancipa                        | Cerami, Cesarò, Troina                                  | 944 m       | 139 ha  | 97 m       | Troina        | Troina          | angelegt 1950–1952 | weitere Bilder |
| Lago Arancio                          | Sambuca di Sicilia, Santa Margherita di Belice, Sciacca | 180 m       | 370 ha  | 30 m       | Rincione      | Carboj          | angelegt 1949–1952, überflutet teilweise die Überreste des auf die Araberzeit zurückgehenden Fortino di Mazzallakkar                                                                  | weitere Bilder |
| Lago Biviere di Cesarò                | Cesarò                                                  | 1278 m      | 18 ha   | 3 m        |               |                 | | weitere Bilder |
| Lago Biviere di Lentini               | Lentini                                                 |             | 1200 ha |            |               |                 | flächenmäßig größter See Siziliens, im Mittelalter künstlich angelegt, in den 1930er Jahren trockengelegt, in den 1970er Jahren kleiner aber tiefer neu angelegt.                     | weitere Bilder |
| Lago di Caccamo Lago Rosamarina       | Caccamo                                                 |             |         |            | San Leonardo  | San Leonardo    | | weitere Bilder |
| Lago Cartolari                        | Tortorici                                               |             |         |            |               |                 | |                |
| Lago Cimia                            | Mazzarino, Niscemi                                      |             |         |            |               |                 | |                |
| Lago Comunelli                        | Butera                                                  | 91 m        | 85 ha   | 31 m       | Comunelli     | Comunelli       | |                |
| Lago Dirillo Lago di Licodia          | Licodia Eubea                                           | 450 m       | 111 ha  | 46 m       | Dirillo       | Dirillo         | angelegt in den 1950er Jahren | weitere Bilder |
| Lago Disueri                          | Mazzarino                                               | 150 m       | 185 ha  | 34 m       | Porcheria     | Disueri         | |                |
| Lago Fanaco                           | Castronovo di Sicilia                                   | 680 m       | 138 ha  | 48 m       | Platani       | Platani         | angelegt 1951–1953 | weitere Bilder |
| Lago Furore                           | Naro                                                    |             |         |            | Burraito      | Burraito        | |                |
| Lago di Gammauta                      | Chiusa Sclafani, Palazzo Adriano                        |             |         |            | Sosio         | Sosio           | |                |
| Lago Garcia                           | Bisacquino, Monreale                                    | 194 m       | 507 ha  | 43 m       | Frattina      | Belice Sinistro | | weitere Bilder |
| Serbatoio Guadalami                   | Monreale, Piana degli Albanesi                          |             |         |            | Belice Destro | Belice Destro   | |                |
| Lago Gurrida                          | Randazzo                                                | 835 m       |         |            | Flascio       |                 | entstanden 1536, als ein Lavastrom des Ätna den Lauf des Flascio blockierte, trocknet wegen seines durchlässigen Untergrunds im Sommer öfters aus                                     |                |
| Lago di Magazzolo Diga Castello       | Alessandria della Rocca, Bivona                         | 290 m       | 180 ha  | 290 m      | Magazzolo     | Magazzolo       | angelegt 1976–1985 | weitere Bilder |
| Lago Maulazzo                         | Alcara li Fusi                                          | 1498 m      | 5 ha    |            |               |                 | angelegt in den 1980er Jahren | weitere Bilder |
| Lago Morello Lago di Villarosa        | Calascibetta, Enna, Villarosa                           | 400 m       |         |            | Morello       | Morello         | angelegt 1968–1973 | weitere Bilder |
| Lago Nicoletti                        | Enna, Leonforte                                         | 373 m       | 500 ha  | 25 m       | Bozzetta      | Dittaino        | angelegt 1969–1972 | weitere Bilder |
| Lago di Ogliastro                     | Aidone, Ramacca                                         | 203 m       | 724 ha  | 42 m       | Gornalunga    | Gornalunga      | angelegt 1963–1972 | weitere Bilder |
| Lago Olivo                            | Piazza Armerina                                         | 454 m       |         |            |               |                 | | weitere Bilder |
| Lago di Paceco Invaso Baiata          | Paceco                                                  |             |         |            |               |                 | | weitere Bilder |
| Lago di Pergusa                       | Enna                                                    | 670 m       | 180 ha  | 12 m       | -             | -               | einziger größerer natürlicher See im Landesinneren Siziliens, Bestandteil der Riserva naturale speciale Lago di Pergusa, mit Stand Juli 2024 bis auf eine kleine Pfütze eingetrocknet | weitere Bilder |
| Lago Pian del Leone                   | Castronovo di Sicilia                                   |             |         |            |               | Sosio           | |                |
| Lago di Piana degli Albanesi          | Piana degli Albanesi, Santa Cristina Gela               | 610 m       | 329 ha  |            |               | Belice Destro   | angelegt 1921–1923 | weitere Bilder |
| Diga di Pietrarossa                   | Aidone, Mineo,                                          |             |         |            |               |                 | im Bau, Baubeginn 1989, mehrfach unterbrochen, zuletzt 2022 wieder aufgenommen. |                |
| Lago Poma                             | Monreale, Partinico                                     |             |         |            | Jato          | Jato            | | weitere Bilder |
| Lago Pozzillo                         | Regalbuto                                               | 367 m       | 790 ha  |            | Salso         | Salso           | angelegt 1959 | weitere Bilder |
| Lago di Prizzi                        | Palazzo Adriano, Prizzi                                 | 638 m       | 90 ha   | 39 m       |               | Raia            | angelegt in den 1940er Jahren |                |
| Lago Rubino Lago Fastaia              | Trapani                                                 |             |         |            |               |                 | |                |
| Lago San Giovanni                     | Naro                                                    | 28 m        | 240 ha  |            | Naro          | Naro            | angelegt 1969–1981 | weitere Bilder |
| Lago Santa Rosalia                    | Ragusa                                                  | 390 m       | 145 ha  | 39 m       | Irminio       | Irminio         | angelegt 1976–1983 | weitere Bilder |
| Lago dello Scanzano                   | Monreale, Piana degli Albanesi                          |             |         |            | Scanzano      | Scanzano        | angelegt 1962 |                |
| Lago Sciaguana                        | Agira, Regalbuto                                        |             |         |            |               | Sciaguana       | | weitere Bilder |
| Lago Soprano                          | Serradifalco                                            |             |         |            |               |                 | Bestandteil der Riserva naturale orientata Lago Soprano |                |
| Lago Specchio di Venere Bagno d'Acqua | Pantelleria                                             | 2 m         | 200 ha  | 12 m       |               |                 | vulkanischen Ursprungs, gespeist durch drei Thermalquellen und Niederschläge | weitere Bilder |
| Lago Trearie                          | Randazzo, Tortorici                                     | 1435 m      | 10 ha   |            |               |                 | | weitere Bilder |
| Lago della Trinità                    | Castelvetrano                                           | 68 m        | 213 ha  | 22 m       | Delia         | Delia           | angelegt 1954–1959 | weitere Bilder |
| Diga Zaffarana                        | Trapani                                                 |             |         |            |               |                 | |                |

## Küstengewässer
Die Küstengewässer Siziliens (Küstenseen, Lagunen) sind ausgehend von der Nordostecke der Insel am Capo Peloro im Uhrzeigersinn aufgelistet.
| Name                           | Lage                | Höhe s.l.m. | Fläche      | Tiefe max. | Anmerkungen | Bild           |
| ------------------------------ | ------------------- | ----------- | ----------- | ---------- | --- | -------------- |
| Lago di Faro                   | Messina             |             |             |            | Bestandteil der Riserva naturale orientata Laguna di Capo Peloro |                |
| Lago di Ganzirri               | Messina             | 1 m         | 33 ha       | 7 m        | Bestandteil der Riserva naturale orientata Laguna di Capo Peloro | weitere Bilder |
| Pantano Piccolo                | Noto                |             |             |            | Bestandteil der Riserva naturale orientata Oasi faunistica di Vendicari | weitere Bilder |
| Pantano Grande                 | Noto                |             |             |            | Bestandteil der Riserva naturale orientata Oasi faunistica di Vendicari, am Südrand liegen die Saline di Vendicari                                                                          | weitere Bilder |
| Pantano Roveto                 | Noto                |             |             |            | Bestandteil der Riserva naturale orientata Oasi faunistica di Vendicari | weitere Bilder |
| Pantano Sichilli               | Noto                |             |             |            | Bestandteil der Riserva naturale orientata Oasi faunistica di Vendicari | weitere Bilder |
| Pantano Morghella              | Pachino             |             |             |            | |                |
| Pantano Ponterio               | Pachino             |             |             |            | Bestandteil des FFH- und Vogelschutzgebiets Pantani della Sicilia sud orientale |                |
| Pantano Ciaramiraro            | Pachino             |             |             |            | Bestandteil des FFH- und Vogelschutzgebiets Pantani della Sicilia sud orientale |                |
| Pantano Baronello              | Pachino             |             |             |            | Bestandteil des FFH- und Vogelschutzgebiets Pantani della Sicilia sud orientale |                |
| Pantano Auruca                 | Pachino             |             |             |            | Bestandteil des FFH- und Vogelschutzgebiets Pantani della Sicilia sud orientale |                |
| Pantano Cuba                   | Pachino             |             |             |            | Bestandteil des FFH- und Vogelschutzgebiets Pantani della Sicilia sud orientale |                |
| Pantano Longarini              | Pachino, Ispica     |             | ca. 200 ha  |            | Bestandteil des FFH- und Vogelschutzgebiets Pantani della Sicilia sud orientale |                |
| Pantano Bruno                  | Ispica              |             |             |            | Bestandteil des FFH- und Vogelschutzgebiets Pantani della Sicilia sud orientale |                |
| Pantano Gorgo Salato           | Ispica              |             |             |            | Bestandteil des FFH- und Vogelschutzgebiets Pantani della Sicilia sud orientale |                |
| Lago Biviere di Gela           | Gela                | 7 m         | ca. 100 ha  |            | Bestandteil der Riserva naturale orientata Biviere di Gela | weitere Bilder |
| Gorgo Basso                    | Mazara del Vallo    |             |             |            | Bestandteil der Riserva naturale integrale Lago Preola e Gorghi Tondi |                |
| Gorgo Medio                    | Mazara del Vallo    |             |             |            | Bestandteil der Riserva naturale integrale Lago Preola e Gorghi Tondi |                |
| Gorgo Alto                     | Mazara del Vallo    |             |             |            | Bestandteil der Riserva naturale integrale Lago Preola e Gorghi Tondi |                |
| Lago Preola                    | Mazara del Vallo    |             |             |            | Bestandteil der Riserva naturale integrale Lago Preola e Gorghi Tondi |                |
| Lago Murana                    | Mazara del Vallo    |             |             |            | Bestandteil der Riserva naturale integrale Lago Preola e Gorghi Tondi |                |
| Stagnone                       | Marsala             | 0 m         | ca. 1400 ha | 3 m        | Größte Lagune Siziliens, durch die Isola Grande vom offenen Meer getrennt, Bestandteil der Riserva naturale orientata Isole dello Stagnone di Marsala, am Rand liegen die Saline di Marsala | weitere Bilder |
| Lago Salata Laghetto di Lingua | Santa Marina Salina |             | ca. 2 ha    | 3 m        | Salzsee im Süden der Insel Salina | weitere Bilder |
| Lago Verde                     | Patti               |             |             |            | Bestandteil der Riserva naturale orientata Laghetti di Marinello | weitere Bilder |
| Lago Fondo Porto               | Patti               |             |             |            | Bestandteil der Riserva naturale orientata Laghetti di Marinello | weitere Bilder |
| Lago Porto Vecchio             | Patti               |             |             |            | Bestandteil der Riserva naturale orientata Laghetti di Marinello | weitere Bilder |
| Lago Nuovo                     | Patti               |             |             |            | Bestandteil der Riserva naturale orientata Laghetti di Marinello | weitere Bilder |
| Lago Mergolo della Tonnara     | Patti               |             |             |            | Bestandteil der Riserva naturale orientata Laghetti di Marinello | weitere Bilder |
| Lago Marinello                 | Patti               |             |             |            | Bestandteil der Riserva naturale orientata Laghetti di Marinello | weitere Bilder |

## Salinen
Die Salinen Siziliens sind ebenfalls ausgehend von der Nordostecke der Insel am Capo Peloro im Uhrzeigersinn aufgelistet.
| Name                    | Lage            | Höhe s.l.m. | Fläche | Tiefe max. | Anmerkungen | Bild           |
| ----------------------- | --------------- | ----------- | ------ | ---------- | --- | -------------- |
| Saline di Augusta       | Augusta         |             |        |            | Bestandteil der Riserva naturale orientata Saline di Augusta | weitere Bilder |
| Saline Magnisi          | Priolo Gargallo |             |        |            | Bestandteil der Riserva naturale orientata Saline di Priolo | weitere Bilder |
| Saline di Siracusa      | Syrakus         |             |        |            | an der Küste südlich der Mündung des Anapo, Bestandteil der Riserva naturale orientata Fiume Ciane e Saline di Siracusa |                |
| Saline di Vendicari     | Noto            |             |        |            | am Südrand des Pantano Grande, Bestandteil der Riserva naturale orientata Oasi faunistica di Vendicari | weitere Bilder |
| Saline di Marzamemi     | Pachino         |             |        |            | nahe der Küste im Ortsteil Marzamemi |                |
| Saline Genna            | Marsala         |             |        |            | nordöstlich des Stadtzentrums, Bestandteil des Natura-2000-Schutzgebiets Saline di Marsala |                |
| Saline Ettore e Infersa | Marsala         |             |        |            | am Ostrand des Stagnone, Bestandteil des Natura-2000-Schutzgebiets Saline di Marsala | weitere Bilder |
| Saline di San Teodoro   | Marsala         |             |        |            | am Nordrand des Stagnone, Bestandteil des Natura-2000-Schutzgebiets Saline di Marsala |                |
| Salina San Francesco    | Misiliscemi     |             |        |            | |                |
| Saline di Paceco        | Paceco          |             |        |            | Bestandteil der Riserva naturale orientata Saline di Trapani e Paceco, umfasst unter anderem: Salina Vecchia, Salina Morana, Salina Calcara, Salina Chiusicella, Salina Alfano, Salina Culcasi, Salina Anselmo, Salina Salinella und Salina Grande | weitere Bilder |
| Saline di Trapani       | Trapani         |             |        |            | Bestandteil der Riserva naturale orientata Saline di Trapani e Paceco, umfasst unter anderem: Salina Ronciglio, Salina Zavorra, Salina Giacomazzo, Salina Paceco, Salina Galia, Salina Bella und Salina Maria Stella.                              | weitere Bilder |